# Viktor Krauss
Viktor Karl Krauss (Champaign, 1969) is een Amerikaanse muzikant (gitaar, contrabas) en componist.

## Biografie
Krauss groeide op in Champaign. Als jongeling luisterde hij graag naar soundtracks. Hij leerde piano en trompet, voordat hij wisselde naar de contrabas. Tijdens zijn tienerjaren speelde hij in plaatselijke bands. Op de highschool begon hij muziek te componeren en werd hij beïnvloed door rock, soul en r&b. Hij bezocht de Universiteit van Illinois en studeerde basgitaar, zang en elektronische muziek. Tijdens zijn collegetijd formeerde hij de band Difficult Listening.
In 1992 werd hij lid van Free Mexican Airforce, geleid door bluegrass-gitarist en zanger Peter Rowan uit Boston. Na zijn werk met Rowan voegde hij zich bij de band van countryzanger Lyle Lovett en toerde hij en nam hij op met hem tijdens de komende tien jaar. Hij speelde op het soloalbum Forget About It van zijn zus Alison.
Hij nam zijn album Far from Enough (Nonesuch, 2004) op met Alison, Jerry Douglas (dobro), Steve Jordan (drums) en Bill Frisell (gitaar). Alison zong een coverversie van de song Big Log van Robert Plant. Viktor Krauss noemde zijn album een soundtrack zonder film. Het verbond country, bluegrass en jazz. Zijn tweede album II (EMI Records/Back Porch, 2007), was ook vergelijkbaar met een filmsoundtrack. Shawn Colvin zong een coverversie van Shine On You Crazy Diamond van Pink Floyd.
Krauss werkte als sessiemuzikant op albums van The Cox Family, Beth Nielsen Chapman, Bill Frisell, Jerry Douglas, Kenny Rogers, Dolly Parton, Martin Taylor, Michael McDonald en Natalie MacMaster.

## Discografie
- 1985: Different Strokes (Fiddle Tunes)
- 2004: Far from Enough (Nonesuch)
- 2007: II (EMI Records/Back Porch)

### Als sideman
Met Alison Krauss
- 1995: Now That I've Found You: A Collection
- 1999: Forget About It
- 2007: A Hundred Miles or More: A Collection

Met The Cox Family
- 1994: I Know Who Holds Tomorrow met Alison Krauss
- 1993: Everybody's Reaching Out for Someone
- 1995: Beyond the City
- 1996: Just When We're Thinking It's Over
- 2015: Gone Like the Cotton

Met Bill Frisell
- 1997: Nashville (Nonesuch)
- 1998: Gone, Just Like a Train (Nonesuch)
- 1999: Good Dog, Happy Man (Nonesuch)
- 1999: The Sweetest Punch (Decca Records)
- 2005: East/West (Nonesuch)
- 2007: Floratone (Blue Note Records)
- 2009: Disfarmer (Nonesuch)

Met Jerry Douglas
- 1998: Restless on the Farm
- 2002: Lookout for Hope
- 2005: The Best Kept Secret
- 2012: Traveler

Met Lyle Lovett
- 1998: Step Inside This House
- 1999: Live in Texas
- 2000: Dr. T & the Women
- 2003: My Baby Don't Tolerate
- 2003: Smile
- 2007: It's Not Big It's Large
- 2012: Release Me
- 2009: Natural Forces

Met Beth Nielsen Chapman
- 2002: Deeper Still
- 2005: Look
- 2007: Prism

Met Dolly Parton
- 1994: Heartsongs: Live from Home
- 2005: Those Were the Days

Met Jill Sobule
- 1995: Jill Sobule
- 1997: Happy Town

Met Natalie MacMaster
- 1999: In My Hands
- 2003: Blueprint

Met Ron Block
- 2001: Faraway Land
- 2007: DoorWay

Met Peter Rowan
- 1994: Tree on a Hill
- 2006: Crucial Country

Met Jason White
- 2001: Shades of Gray
- 2003: Tonight's Top Story

Met Carrie Rodriguez
- 2006: Seven Angels on a Bicycle
- 2016: Lola

Met Sarah Jarosz
- 2011: Follow Me Down
- 2013: Build Me Up from Bones

Met Nicole C. Mullen
- 2000: Nicole C. Mullen
- 2001: Talk About It
- 2008: Gift Tin

Met anderen
- 1995: Departure, Michael Johnson
- 1995: In a Quiet Room, Dan Seals
- 1997: Blue Obsession, Michael McDonald
- 1998: Howlin' at the Moon, Sam Bush
- 1999: Family Tree, Darrell Scott
- 1999: The Crossing, Tim O'Brien
- 1999: The Luxury of Time, David Mead
- 2000: Crazy as Me, Robert Lee Castleman
- 2000: The Beautiful Game, Acoustic Alchemy
- 2002: Down the Old Plank Road, The Chieftains
- 2002: Hey Y'all, Elizabeth Cook
- 2004: Between Here and Gone, Mary Chapin Carpenter
- 2004: Deja Vu All Over Again, John Fogerty
- 2004: Just Like There's Nothin' to It, Steve Forbert
- 2004: Lone Starry Night, John Arthur Martinez
- 2004: One Moment More, Mindy Smith
- 2004: Passing Through, Randy Travis
- 2005: Say What You Feel, Paul Brady
- 2006: 3D, Casey Driessen
- 2007: South of Delia, Richard Shindell
- 2007: When at Last, Russ Barenberg
- 2008: In Time, Danny O'Keefe
- 2009: Not Far Now, Richard Shindell
- 2009: The Near Demise of the High Wire Dancer, Antje Duvekot
- 2009: The Scorpion in the Story, Tori Sparks
- 2009: Time to Grow, The Lovell Sisters
- 2011: A Natural History, JD Souther
- 2011: Anniversary Celebration, Randy Travis
- 2011: City of Refuge, Abigail Washburn
- 2011: Mesabi, Tom Russell
- 2011: Tennessee: The Nashville Sessions, Russell Hitchcock
- 2011: Until Morning/Come Out of the Dark, Tori Sparks
- 2011: Weights & Wings, Matt Wertz
- 2012: All Fall Down, Shawn Colvin
- 2012: Hello Cruel World, Gretchen Peters
- 2001: Nitelife, Martin Taylor
- 2011: Crazy Little Things, Lynda Carter
- 2013: Every Man Should Know, Harry Connick jr.
- 2013: The Living Room Sessions, B.J. Thomas
- 2012: Amazing Grace, Kenny Rogers
- 2014: Sixty, John Cowan
- 2015: That Lovin' Feeling, Steve Tyrell
- 2016: Turns to Gold, Gabe Dixon
- 2016: Corazones, Omar Rodríguez-López

- Bibliothèque nationale de France: cb14194766k (data)
- Gemeinsame Normdatei: 13512588X
- International Standard Name Identifier: 0000 0000 7841 2575
- Library of Congress Control Number: no98011738
- MusicBrainz: 02dc2981-7134-4d77-9d3f-7b68e0baced3
- Nationale Bibliotheek van Tsjechië: xx0062074
- Nationale Bibliotheek van Israël: 987007420499905171
- Virtual International Authority File: 85701318
- WorldCat: E39PBJcWp8hbkXhM8HBpwk3WjC